# メアリー・シェリー

メアリー・シェリーの肖像画（1840年、リチャード・ロスウェル画、ナショナル・ポートレート・ギャラリー蔵）

メアリー・ウルストンクラフト・ゴドウィン・シェリー（Mary Wollstonecraft Godwin Shelley、1797年8月30日 - 1851年2月1日）は、イギリスの小説家。ゴシック小説『フランケンシュタイン』で知られる。ロマン派詩人パーシー・ビッシュ・シェリーの妻。

## 人物
ゴシック小説『フランケンシュタイン』で名を残した。同作品によってメアリーはブライアン・オールディス他多くの作家・文芸評論家らにより、SFの先駆者、あるいは創始者と呼ばれた。
母親はフェミニズムの創始者、あるいは先駆者とも呼ばれるメアリー・ウルストンクラフト、父親は無神論者でアナキズムの先駆者であるウィリアム・ゴドウィン。
夫は詩人のパーシー・シェリー。日本では単にシェリー夫人と呼ばれることもあった

## 年譜
- 1756年 父・ウィリアム・ゴドウィン誕生。
- 1759年 母・メアリ・ウルストンクラフト誕生。
- 1789年 フランス革命。
- 1792年 夫となるパーシー・ビッシュ・シェリー誕生。
- 1797年 ゴドウィンとウルストンクラフトが結婚。
  - 8月30日 ロンドンでメアリーが生まれ、メアリー・ウルストンクラフト・ゴドウィンと名付けられる。
  - 9月10日 母・ウルストンクラフト、産褥熱で死去。
- 1801年 父・ゴドウィン、メアリー・ジェーン・クレモントと再婚。
- 1813年ごろ　パーシー・シェリーと出会う。
- 1814年 シェリーとの恋愛に父が激怒。メアリーは大陸へ駆け落ち。帰国。
- 1815年　第一子（長女）が生まれるが、生後間もなく死去。
- 1816年1月24日　第二子（長男）ウィリアム誕生。
  - 5月 バイロンに誘われ、レマン湖畔で過ごす。バイロンの提案（ディオダティ荘の怪奇談義）をきっかけに小説『フランケンシュタイン』の着想を得、執筆に取りかかる。
  - 9月 イギリスに帰国。
  - 12月 シェリーの妻が自殺したため、メアリーはシェリーと結婚。
- 1817年5月 『フランケンシュタイン』脱稿。
  - 9月2日　第三子（次女）クレアラ誕生。
- 1818年1月1日 『フランケンシュタイン』初版をロンドンの小出版社 Harding, Mavor & Jones から匿名で出版。
- 1818年3月11日 『フランケンシュタイン』初版に夫シェリーの序文を付けて再度匿名で出版。この日、子どもを連れてイタリアへ。
  - 9月24日　次女クレアラが赤痢のため死去。
- 1819年6月7日　長男ウィリアムがマラリアのため死去。
  - 11月12日　第四子（次男）パーシー・フローレンス誕生。
- 1822年7月8日 夫・パーシーがイタリア、スペツィア湾で暴風雨によるヨット沈没で死去。
- 1823年2月 『フランケンシュタイン』第2版を出版。
  - 8月 帰国。
- 1824年4月19日 ギリシャ独立戦争でバイロンが病死。
- 1826年 『最後の人間』（The Last Man）出版。
- 1831年 『フランケンシュタイン』第3版（改訂版）を出版。
- 1851年2月1日 メアリー死去。享年53歳。

## 邦訳
- 『巨人の復讐 フランケンシュタイン』原題:Frankenstein; or, The Modern Prometheus (1818) 新人社〈世界大衆文学全集 11〉(1948)収録 訳:山本政喜 その他翻訳多数あり
- 『最後のひとり』原題:The Last Man (1826) 訳:森道子、島津展子、新野緑 英宝社（2007年）
- 『マチルダ』原題:Mathilda  (1819)訳:市川純 彩流社（2018年）

## メアリー・シェリーの登場する映像作品
- 1935年、『フランケンシュタインの花嫁』:監督　ジェームズ・ホエール、メアリー・シェリーとモンスターの花嫁（タイトルロール）役エルザ・ランチェスター
- 1986年、『ゴシック』GothicVirgin Vision：監督ケン・ラッセル監督、メアリー・シェリー役ナスターシャ・リチャードソン
- 1988年、『幻の城 バイロンとシェリー』Remado al Viento (Rowing with the Wind / Rowing in the Wind)：ゴンザロ・スアレス監督、メアリー・シェリー役リジー・マッキナニー
- 1997年、『クローン・オブ・エイダ』Conceiving Ada：監督　リン・ハーシュマン＝リーソン、メアリー・シェリー役エスター・マリガン
- 2015年-2017年、『フランケンシュタイン・クロニクル』The Frankenstein Chronicles : メアリー・シェリー役 アンナ・マックスウェル・マーティン - テレビドラマシリーズ
- 2017年、『メアリーの総て』Mary Shelly：監督ハイファ・アル＝マンスール、メアリー・シェリー役エル・ファニング

## 関連文献
- 十返千鶴子著『世紀末ロンドンを翔んだ女 メアリ・ウォルストンクラフトを追う旅』新潮社、1990年10月、ISBN 4103530022

### リソースサイト
- Mary Wollstonecraft Shelley Chronology and Resource Site（英語）
- About Mary Shelley（英語）
  - Works Online: Ferdinando Eboli, Frankenstein the Modern Prometheus, Rome in the First and Nintendo Centuries, The False Rhyme, The Last Man, The Mortal Immortal, The Mourner
  - Timeline
- メアリー・シェリー - IMDb（英語）
- シェリー メアリー・ウォルストンクラフト：作家別作品リスト（青空文庫）